# Torneo di Wimbledon 2019
Il torneo di Wimbledon 2019 è la 133ª edizione dei Championships, torneo di tennis che si gioca sull'erba e terza prova stagionale dello Slam per il 2019; si è disputata tra il 1° e il 14 luglio 2019 sui 19 campi dell'All England Lawn Tennis and Croquet Club, comprendendo per la categoria Senior i tornei di singolare maschile e femminile, e di doppio maschile, femminile e misto. Novak Đoković era il campione in carica del singolare maschile, mentre Angelique Kerber del singolare femminile.

## Torneo

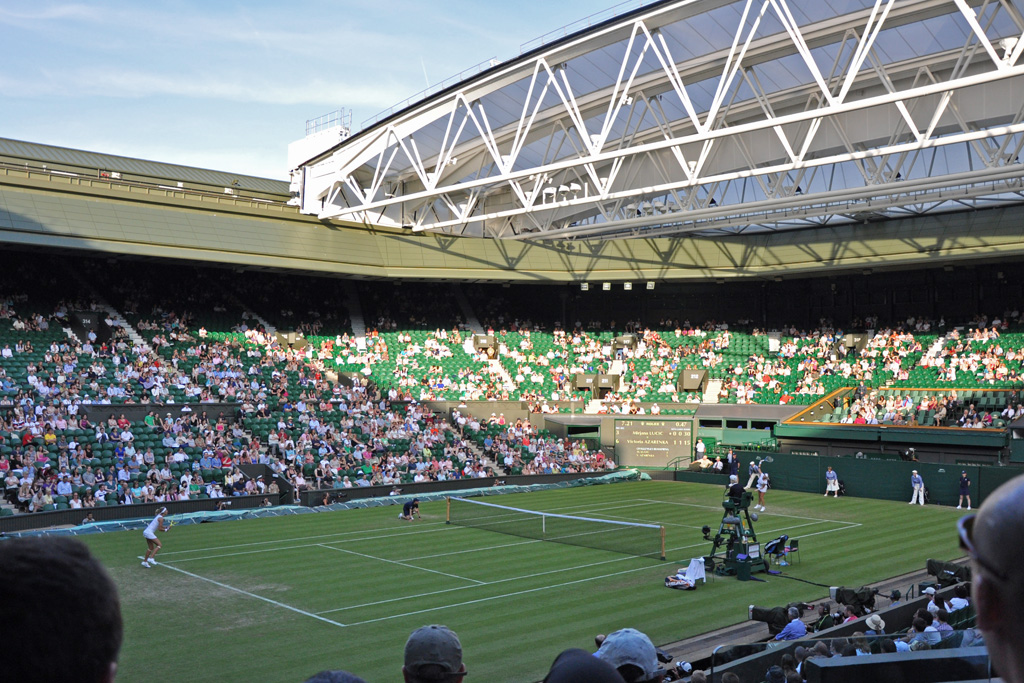
Il Centre Court dove vengono disputate le finali

Il Torneo di Wimbledon 2019 è la 133ª edizione del torneo e si è disputata all'All England Lawn Tennis and Croquet Club di Londra.
Il torneo è gestito dall'International Tennis Federation (ITF) ed è incluso nei calendari dell'ATP World Tour 2019 e del WTA Tour 2019, sotto la categoria Grande Slam. Il torneo comprende il singolare (maschile, femminile, ragazzi e ragazze), il doppio (maschile, femminile, ragazzi e ragazze) e il doppio misto. Inoltre comprende il singolare e il doppio sia maschile che femminile in carrozzina. Per la prima volta si sono disputati il quad singolare e il quad doppio. Il torneo è giocato nei campi dell All England Lawn Tennis and Croquet Club, inclusi i quattro campi principali: il Centre Court, il No. 1 Court, il No. 2 Court e il No. 3 Court. Per la prima volta nella storia viene introdotto il tie-break anche nel set decisivo, che però si giocherà solo sulla situazione di 12 giochi pari.

## Programma del torneo
Il torneo si svolge in tredici giornate divise in due settimane; nella prima domenica tradizionalmente non si gioca. Questo giorno viene chiamato Middle Sunday.

## Teste di serie nel singolare
Le teste di serie per il torneo di Wimbledon 2019 sono state annunciate mercoledì 28 giugno 2019.
| Legenda colori              |
| Vincitore                   |
| Finalista                   |
| Semifinalista               |
| Quarti di finale            |
| Eliminati al 1T, 2T, 3T, 4T |

### Singolare maschile
Le teste di serie maschili sono assegnate seguendo una classifica speciale data dalla somma dei seguenti fattori:
- Punti dall'ATP Entry Ranking al 24 giugno 2019.
- 100% dei punti ottenuti sull'erba negli ultimi 12 mesi.
- 75% dei punti ottenuti sull'erba nei 12 mesi ancora precedenti.

Ranking e punteggio precedente al 1 luglio 2019.
| Tds | Rank | Giocatore             | Punteggio precedente | Punti da difendere | Punti conquistati | Nuovo punteggio | Situazione                                     |
| --- | ---- | --------------------- | -------------------- | ------------------ | ----------------- | --------------- | ---------------------------------------------- |
| 1   | 1    | Novak Đoković         | 12.415               | 2.000              | 2.000             | 12.415          | Vittoria in finale contro Roger Federer [2]    |
| 2   | 3    | Roger Federer         | 6.620                | 360                | 1.200             | 7.530           | Sconfitto in finale da Novak Đoković [1]       |
| 3   | 2    | Rafael Nadal          | 7.945                | 720                | 720               | 7.945           | Eliminato in SF da Roger Federer [2]           |
| 4   | 8    | Kevin Anderson        | 3.610                | 1.200              | 90                | 2.500           | Eliminato al 3°T da Guido Pella [26]           |
| 5   | 4    | Dominic Thiem         | 4.595                | 10                 | 10                | 4.595           | Eliminato al 1°T da Sam Querrey                |
| 6   | 5    | Alexander Zverev      | 4.405                | 90                 | 10                | 4.325           | Eliminato al 1°T da Jiří Veselý [Q]            |
| 7   | 6    | Stefanos Tsitsipas    | 4.215                | 180                | 10                | 4.045           | Eliminato al 1°T da Thomas Fabbiano            |
| 8   | 7    | Kei Nishikori         | 4.040                | 360                | 360               | 4.040           | Eliminato ai QF da Roger Federer [2]           |
| 9   | 12   | John Isner            | 2.715                | 720                | 45                | 2.040           | Eliminato al 2°T da Michail Kukuškin           |
| 10  | 9    | Karen Chačanov        | 2.980                | 180                | 90                | 2.890           | Eliminato al 3°T da Roberto Bautista Agut [23] |
| 11  | 13   | Daniil Medvedev       | 2.625                | 90                 | 90                | 2.625           | Eliminato al 3°T da David Goffin [21]          |
| 12  | 10   | Fabio Fognini         | 2.785                | 90                 | 90                | 2.785           | Eliminato al 3°T da Tennys Sandgren            |
| 13  | 18   | Marin Čilić           | 1.940                | 45                 | 45                | 1.940           | Eliminato al 2°T da João Sousa                 |
| 14  | 14   | Borna Ćorić           | 2.205                | 10                 | 0                 | 2.195           | Ritirato                                       |
| 15  | 17   | Milos Raonic          | 1.945                | 360                | 180               | 1.765           | Eliminato al 4°T da Guido Pella [26]           |
| 16  | 15   | Gaël Monfils          | 1.985                | 180                | 10                | 1.815           | Ritirato al 1°T contro Ugo Humbert             |
| 17  | 20   | Matteo Berrettini     | 1.665                | 45                 | 180               | 1.800           | Eliminato al 4°T da Roger Federer [2]          |
| 18  | 16   | Nikoloz Basilašvili   | 1.960                | 10                 | 45                | 1.995           | Eliminato al 2°T da Daniel Evans               |
| 19  | 21   | Félix Auger-Aliassime | 1.654                | (29)†              | 90                | 1.715           | Eliminato al 3°T da Ugo Humbert                |
| 20  | 25   | Gilles Simon          | 1.445                | 180                | 45                | 1.300           | Eliminato al 2°T da Tennys Sandgren            |
| 21  | 23   | David Goffin          | 1.510                | 10                 | 360               | 1.860           | Eliminato ai QF da Novak Đoković [1]           |
| 22  | 19   | Stan Wawrinka         | 1.715                | 45                 | 45                | 1.715           | Eliminato al 2°T da Reilly Opelka              |
| 23  | 22   | Roberto Bautista Agut | 1.600                | 0                  | 720               | 2.320           | Eliminato in SF da Novak Đoković [1]           |
| 24  | 24   | Diego Schwartzman     | 1.485                | 45                 | 90                | 1.530           | Eliminato al 3°T da Matteo Berrettini [17]     |
| 25  | 29   | Alex de Minaur        | 1.330                | 90                 | 45                | 1.285           | Eliminato al 2°T da Steve Johnson              |
| 26  | 26   | Guido Pella           | 1.430                | 90                 | 360               | 1.700           | Eliminato ai QF da Roberto Bautista Agut [23]  |
| 27  | 28   | Lucas Pouille         | 1.340                | 45                 | 90                | 1.385           | Eliminato al 3°T da Roger Federer [2]          |
| 28  | 32   | Benoît Paire          | 1.278                | 90                 | 180               | 1.368           | Eliminato al 4°T da Roberto Bautista Agut [23] |
| 29  | 27   | Denis Shapovalov      | 1.390                | 45                 | 10                | 1.355           | Eliminato al 1°T da Ričardas Berankis          |
| 30  | 30   | Kyle Edmund           | 1.325                | 90                 | 45                | 1.280           | Eliminato al 2°T da Fernando Verdasco          |
| 31  | 35   | Laslo Đere            | 1.255                | 10                 | 45                | 1.255           | Eliminato al 2°T da John Millman               |
| 32  | 36   | Dušan Lajović         | 1.251                | 10                 | 10                | 1.251           | Eliminato al 1°T da Hubert Hurkacz             |
| 33  | 33   | Jan-Lennard Struff    | 1.265                | 90                 | 90                | 1.265           | Eliminato al 3°T da Michail Kukuškin           |
| N/A | 65   | Sam Querrey           | 830                  | 90                 | 360               | 1.100           | Eliminato ai QF da Rafael Nadal [3]            |

† Il giocatore non si è qualificato per l'edizione 2018 del torneo. ma difende i punti dell'ATP Challenger Tour 2018.

#### Teste di serie ritirate
| Rank | Giocatore             | Punteggio precedente | Punti da difendere | Nuovo punteggio | Motivo ritiro                  |
| ---- | --------------------- | -------------------- | ------------------ | --------------- | ------------------------------ |
| 11   | Juan Martín del Potro | 2.740                | 360                | 2.380           | Infortunio al ginocchio destro |

### Singolare femminile
Le teste di serie femminili sono assegnate seguendo la classifica WTA al 24 giugno 2019 eccetto nei casi in cui il comitato organizzatore, viste le potenzialità sull'erba di una determinata giocatrice, la includa nelle teste di serie per un tabellone più equilibrato.
Ranking e punteggio precedente al 1º luglio 2019.
| Tds | Rank | Giocatrice           | Punteggio precedente | Punti da difendere | Punti conquistati | Nuovo punteggio | Situazione                                     |
| --- | ---- | -------------------- | -------------------- | ------------------ | ----------------- | --------------- | ---------------------------------------------- |
| 1   | 1    | Ashleigh Barty       | 6.495                | 130                | 240               | 6.605           | Eliminata al 4°T da Alison Riske               |
| 2   | 2    | Naomi Ōsaka          | 6.377                | 130                | 10                | 6.257           | Eliminata al 1°T da Julija Putinceva           |
| 3   | 3    | Karolína Plíšková    | 6.055                | 240                | 240               | 6.055           | Eliminata al 4°T da Karolína Muchová           |
| 4   | 4    | Kiki Bertens         | 5.430                | 430                | 130               | 5.130           | Eliminata al 3°T da Barbora Strýcová           |
| 5   | 5    | Angelique Kerber     | 4.805                | 2.000              | 70                | 2.875           | Eliminata al 2°T da Lauren Davis [LL]          |
| 6   | 6    | Petra Kvitová        | 4.555                | 10                 | 240               | 4.785           | Eliminata al 4°T da Johanna Konta [19]         |
| 7   | 7    | Simona Halep         | 4.063                | 130                | 2.000             | 5.933           | Vittoria in finale contro Serena Williams [11] |
| 8   | 8    | Elina Svitolina      | 3.868                | 10                 | 780               | 4.638           | Eliminata in SF da Simona Halep [7]            |
| 9   | 9    | Sloane Stephens      | 3.682                | 10                 | 130               | 3.802           | Eliminata al 3°T da Johanna Konta [19]         |
| 10  | 11   | Aryna Sabalenka      | 3.365                | 10                 | 10                | 3.365           | Eliminata al 1°T da Magdaléna Rybáriková       |
| 11  | 10   | Serena Williams      | 3.411                | 1.300              | 1.300             | 3.411           | Sconfitta in finale da Simona Halep [7]        |
| 12  | 12   | Anastasija Sevastova | 3.296                | 10                 | 70                | 3.356           | Eliminata al 2°T da Danielle Collins           |
| 13  | 13   | Belinda Bencic       | 3.073                | 240                | 130               | 2.963           | Eliminata al 3°T da Alison Riske               |
| 14  | 19   | Caroline Wozniacki   | 2.418                | 70                 | 130               | 2.478           | Eliminata al 3°T da Shuai Zhang                |
| 15  | 15   | Wang Qiang           | 2.752                | 10                 | 130               | 2.872           | Eliminata al 3°T da Elise Mertens [21]         |
| 16  | 14   | Markéta Vondroušová  | 2.775                | 10+13              | 10+0              | 2.762           | Eliminata al 1°T da Madison Brengle            |
| 17  | 16   | Madison Keys         | 2.615                | 130                | 70                | 2.555           | Eliminata al 2°T da Polona Hercog              |
| 18  | 17   | Julia Görges         | 2.605                | 780                | 130               | 1.955           | Eliminata al 3°T da Serena Williams [11]       |
| 19  | 18   | Johanna Konta        | 2.430                | 70                 | 430               | 2.790           | Eliminata ai QF da Barbora Strýcová            |
| 20  | 20   | Anett Kontaveit      | 2.335                | 130                | 130               | 2.335           | Eliminata al 3°T da Karolína Muchová           |
| 21  | 21   | Elise Mertens        | 2.195                | 130                | 240               | 2.305           | Eliminata al 4°T da Barbora Strýcová           |
| 22  | 22   | Donna Vekić          | 2.180                | 240                | 10                | 1.950           | Eliminata al 1°T da Alison Riske               |
| 23  | 23   | Caroline Garcia      | 2.105                | 10                 | 10                | 2.105           | Eliminata al 1°T da Zhang Shuai                |
| 24  | 24   | Petra Martić         | 2.105                | 10                 | 240               | 2.335           | Eliminata al 4°T da Elina Svitolina [8]        |
| 25  | 26   | Amanda Anisimova     | 1.949                | (1)†               | 70                | 2.018           | Eliminata al 2°T da Magda Linette              |
| 26  | 27   | Garbiñe Muguruza     | 1.925                | 70                 | 10                | 1.865           | Eliminata al 1°T da Beatriz Haddad Maia [Q]    |
| 27  | 28   | Sofia Kenin          | 1.895                | 70                 | 70                | 1.895           | Eliminata al 2°T da Dajana Jastrems'ka         |
| 28  | 29   | Hsieh Su-wei         | 1.885                | 240                | 130               | 1.775           | Eliminata al 3°T da Karolína Plíšková [3]      |
| 29  | 30   | Dar'ja Kasatkina     | 1.745                | 430                | 10                | 1.325           | Eliminata al 1°T da Ajla Tomljanović           |
| 30  | 31   | Carla Suárez Navarro | 1.732                | 130                | 240               | 1.842           | Eliminata al 4°T da Serena Williams [11]       |
| 31  | 32   | Maria Sakkarī        | 1.670                | 10                 | 130               | 1.790           | Eliminata al 3°T da Elina Svitolina [8]        |
| 32  | 33   | Lesja Curenko        | 1.616                | 70                 | 10                | 1.556           | Eliminata al 1°T da Barbora Strýcová           |
| N/A | 50   | Zhang Shuai          | 1.145                | 10                 | 430               | 1.565           | Eliminata ai QF da Simona Halep [7]            |
| N/A | 54   | Barbora Strýcová     | 1.100                | 130                | 780               | 1.750           | Eliminata in SF da Serena Williams [11]        |
| N/A | 55   | Alison Riske         | 1.077                | 70                 | 430               | 1.437           | Eliminata ai QF da Serena Williams [11]        |
| N/A | 68   | Karolína Muchová     | 838                  | (28)†              | 430               | 1.240           | Eliminata ai QF da Elina Svitolina [8]         |

† La giocatrice non si è qualificata per l'edizione 2018 del torneo. Di conseguenza vengono dedotti i punti del suo 16º migliore piazzamento stagionale.

#### Teste di serie ritirate
| Rank | Giocatore        | Punteggio precedente | Punti da difendere | Nuovo punteggio | Motivo ritiro                 |
| ---- | ---------------- | -------------------- | ------------------ | --------------- | ----------------------------- |
| 25   | Bianca Andreescu | 1.996                | 30                 | 1.966           | Infortunio alla spalla destra |

## Teste di serie nel doppio
| Legenda colori          |
| Vincitori               |
| Finalisti               |
| Semifinalisti           |
| Quarti di finale        |
| Eliminati al 1T, 2T, 3T |

### Doppio maschile
| Coppia               | Coppia                 | Rank1 | Tds |
| -------------------- | ---------------------- | ----- | --- |
| Łukasz Kubot         | Marcelo Melo           | 6     | 1   |
| Juan Sebastián Cabal | Robert Farah           | 10    | 2   |
| Raven Klaasen        | Michael Venus          | 19    | 3   |
| Mate Pavić           | Bruno Soares           | 23    | 4   |
| Jean-Julien Rojer    | Horia Tecău            | 31    | 5   |
| Nikola Mektić        | Franko Škugor          | 31    | 6   |
| Bob Bryan            | Mike Bryan             | 33    | 7   |
| Henri Kontinen       | John Peers             | 37    | 8   |
| Máximo González      | Horacio Zeballos       | 39    | 9   |
| Jamie Murray         | Neal Skupski           | 39    | 10  |
| Nicolas Mahut        | Édouard Roger-Vasselin | 43    | 11  |
| Rajeev Ram           | Joe Salisbury          | 44    | 12  |
| Kevin Krawietz       | Andreas Mies           | 47    | 13  |
| Oliver Marach        | Jürgen Melzer          | 66    | 14  |
| Dominic Inglot       | Austin Krajicek        | 73    | 15  |
| Robin Haase          | Frederik Nielsen       | 74    | 16  |

- 1 Ranking al 24 giugno 2019.

### Doppio femminile
| Coppia               | Coppia              | Rank1 | Tds |
| -------------------- | ------------------- | ----- | --- |
| Tímea Babos          | Kristina Mladenovic | 3     | 1   |
| Barbora Krejčíková   | Kateřina Siniaková  | 10    | 2   |
| Hsieh Su-wei         | Barbora Strýcová    | 19    | 3   |
| Gabriela Dabrowski   | Xu Yifan            | 20    | 4   |
| Samantha Stosur      | Zhang Shuai         | 21    | 5   |
| Elise Mertens        | Aryna Sabalenka     | 24    | 6   |
| Nicole Melichar      | Květa Peschke       | 27    | 7   |
| Anna-Lena Grönefeld  | Demi Schuurs        | 30    | 8   |
| Chan Hao-ching       | Latisha Chan        | 36    | 9   |
| Viktoryja Azaranka   | Ashleigh Barty      | 40    | 10  |
| Lucie Hradecká       | Andreja Klepač      | 44    | 11  |
| Kirsten Flipkens     | Johanna Larsson     | 54    | 12  |
| Duan Yingying        | Zheng Saisai        | 63    | 13  |
| Veronika Kudermetova | Jeļena Ostapenko    | 66    | 14  |
| Irina-Camelia Begu   | Monica Niculescu    | 78    | 15  |
| Raquel Atawo         | Ljudmyla Kičenok    | 79    | 16  |

- 1 Ranking al 24 giugno 2019

### Doppio misto
| Team                   | Team               | Rank1 | Tds |
| ---------------------- | ------------------ | ----- | --- |
| Bruno Soares           | Nicole Melichar    | 22    | 1   |
| Jean-Julien Rojer      | Demi Schuurs       | 22    | 2   |
| Mate Pavić             | Gabriela Dabrowski | 29    | 3   |
| John Peers             | Zhang Shuai        | 31    | 4   |
| Wesley Koolhof         | Květa Peschke      | 38    | 5   |
| Nikola Mektić          | Alicja Rosolska    | 38    | 6   |
| Máximo González        | Xu Yifan           | 39    | 7   |
| Ivan Dodig             | Latisha Chan       | 49    | 8   |
| Neal Skupski           | Chan Hao-ching     | 51    | 9   |
| Michael Venus          | Katarina Srebotnik | 55    | 10  |
| Édouard Roger-Vasselin | Andreja Klepač     | 55    | 11  |
| Franko Škugor          | Raluca Olaru       | 59    | 12  |
| Rohan Bopanna          | Aryna Sabalenka    | 67    | 13  |
| Fabrice Martin         | Raquel Atawo       | 68    | 14  |
| Roman Jebavý           | Lucie Hradecká     | 72    | 15  |
| Divij Sharan           | Duan Yingying      | 72    | 16  |

- 1 Ranking al 1 luglio 2019.

## Wildcard
Ai seguenti giocatori è stata assegnata una wildcard per accedere al tabellone principale.

### Singolare maschile
- Marcos Baghdatis
- Jay Clarke
- Paul Jubb
- Dominik Köpfer
- Feliciano López
- James Ward

### Singolare femminile
- Harriet Dart
- Monica Niculescu
- Katie Swan

### Doppio maschile
- Liam Broady /  Scott Clayton
- Jay Clarke /  James Ward
- Jack Draper /  Paul Jubb
- Daniel Evans /  Lloyd Glasspool
- Lleyton Hewitt /  Jordan Thompson
- Evan Hoyt /  Luke Johnson

### Doppio femminile
- Naiktha Bains /  Naomi Broady
- Freya Christie /  Katie Swan
- Harriet Dart /  Katy Dunne
- Sarah Beth Grey /  Eden Silva

### Doppio misto
- Jay Clarke /  Cori Gauff
- Scott Clayton /  Sarah Beth Grey
- Evan Hoyt /  Eden Silva
- Jonny O'Mara /  Naomi Broady
- Joe Salisbury /  Katy Dunne

## Ranking protetto
I seguenti giocatori sono entrati in tabellone con il ranking protetto:

### Singolare maschile
- Tomáš Berdych
- Steve Darcis
- Jozef Kovalík
- Vasek Pospisil
- Cedrik-Marcel Stebe
- Janko Tipsarević

### Singolare femminile
- Anna-Lena Friedsam
- Shelby Rogers

## Qualificazioni

### Singolare maschile
1. Andrea Arnaboldi
2. Grégoire Barrère
3. Ruben Bemelmans
4. Salvatore Caruso
5. Marcos Giron
6. Marcel Granollers
7. Kwon Soon-woo
8. Kamil Majchrzak
9. Thiago Monteiro
10. Corentin Moutet
11. Dennis Novak
12. Alexei Popyrin
13. Noah Rubin
14. Yūichi Sugita
15. Yasutaka Uchiyama
16. Jiří Veselý

Lucky Loser
1. Brayden Schnur

### Singolare femminile
1. Kristie Ahn
2. Paula Badosa
3. Ana Bogdan
4. Ysaline Bonaventure
5. Varvara Flink
6. Giulia Gatto-Monticone
7. Cori Gauff
8. Beatriz Haddad Maia
9. Kaja Juvan
10. Anna Kalinskaja
11. Lesley Kerkhove
12. Tereza Martincová
13. Caty McNally
14. Arina Rodionova
15. Elena-Gabriela Ruse
16. Yanina Wickmayer

Lucky Loser
1. Marie Bouzková
2. Lauren Davis
3. Christina McHale

## Ritiri
I seguenti giocatori sono stati ammessi di diritto nel tabellone principale, ma si sono ritirati a causa di infortuni o altri motivi.
Prima del torneo
Singolare maschile
- Borna Ćorić → sostituito da  Brayden Schnur
- Juan Martín del Potro → sostituito da  Paolo Lorenzi
- Mackenzie McDonald → sostituito da  Denis Istomin

Durante il torneo
- Miomir Kecmanović
- Gaël Monfils

Singolare femminile
- Bianca Andreescu → sostituita da  Kristýna Plíšková
- Dominika Cibulková → sostituita da  Marie Bouzková
- Ekaterina Makarova → sostituita da  Svetlana Kuznecova
- Evgenija Rodina → sostituita da  Lauren Davis
- CoCo Vandeweghe → sostituita da  Ivana Jorović
- Vera Zvonarëva → sostituita da  Christina McHale

Durante il torneo
- Margarita Gasparjan
- Marija Šarapova

## Tennisti partecipanti ai singolari

### Singolare maschile
- Singolare maschile

| Campione                   | Campione                   | Finalista              | Finalista              |
| -------------------------- | -------------------------- | ---------------------- | ---------------------- |
| Novak Đoković [1]          | Novak Đoković [1]          | Roger Federer [2]      | Roger Federer [2]      |
| Semifinalisti              |                            |                        |                        |
| Roberto Bautista Agut [23] | Roberto Bautista Agut [23] | Rafael Nadal [3]       | Rafael Nadal [3]       |
| Eliminati ai quarti        |                            |                        |                        |
| David Goffin [21]          | Guido Pella [26]           | Sam Querrey            | Kei Nishikori [8]      |
| Eliminati agli ottavi      |                            |                        |                        |
| Ugo Humbert                | Fernando Verdasco          | Milos Raonic [15]      | Benoît Paire [28]      |
| Tennys Sandgren            | João Sousa                 | Michail Kukuškin       | Matteo Berrettini [17] |
| Eliminati al 3º turno      |                            |                        |                        |
| Hubert Hurkacz             | Félix Auger-Aliassime [19] | Daniil Medvedev [11]   | Thomas Fabbiano        |
| Kevin Anderson [4]         | Reilly Opelka              | Karen Chačanov [10]    | Jiří Veselý [Q]        |
| John Millman               | Fabio Fognini [12]         | Daniel Evans           | Jo-Wilfried Tsonga     |
| Steve Johnson              | Jan-Lennard Struff [33]    | Diego Schwartzman [24] | Lucas Pouille [27]     |
| Eliminati al 2º turno      |                            |                        |                        |
| Denis Kudla                | Leonardo Mayer             | Corentin Moutet [Q]    | Marcel Granollers [Q]  |
| Alexei Popyrin [Q]         | Jérémy Chardy              | Kyle Edmund [30]       | Ivo Karlović           |
| Janko Tipsarević [PR]      | Andreas Seppi              | Stan Wawrinka [22]     | Robin Haase            |
| Feliciano López [WC]       | Steve Darcis [PR]          | Miomir Kecmanović      | Pablo Cuevas           |
| Andrej Rublëv              | Laslo Đere [31]            | Gilles Simon [20]      | Márton Fucsovics       |
| Marin Čilić [13]           | Nikoloz Basilašvili [18]   | Ričardas Berankis      | Nick Kyrgios           |
| Cameron Norrie             | Alex de Minaur [25]        | Taylor Fritz           | John Isner [9]         |
| Marcos Baghdatis [WC]      | Dominik Köpfer [WC]        | Grégoire Barrère [Q]   | Jay Clarke [WC]        |
| Eliminati al 1º turno      |                            |                        |                        |
| Philipp Kohlschreiber      | Malek Jaziri               | Ernests Gulbis         | Dušan Lajović [32]     |
| Vasek Pospisil [PR]        | Grigor Dimitrov            | Lorenzo Sonego         | Gaël Monfils [16]      |
| Paolo Lorenzi              | Pablo Carreño Busta        | Martin Kližan          | Bradley Klahn          |
| Jaume Munar                | Kamil Majchrzak [Q]        | Andrea Arnaboldi [Q]   | Stefanos Tsitsipas [7] |
| Pierre-Hugues Herbert      | Yoshihito Nishioka         | Nicolás Jarry          | Marius Copil           |
| Ruben Bemelmans [Q]        | Cedrik-Marcel Stebe [PR]   | Jozef Kovalík [PR]     | Prajnesh Gunneswaran   |
| Kwon Soon-woo [Q]          | Marcos Giron [Q]           | Mischa Zverev          | Peter Gojowczyk        |
| Juan Ignacio Londero       | Roberto Carballés Baena    | Damir Džumhur          | Alexander Zverev [6]   |
| Dominic Thiem [5]          | Cristian Garín             | Hugo Dellien           | Guido Andreozzi        |
| Salvatore Caruso [Q]       | Yasutaka Uchiyama [Q]      | Dennis Novak [Q]       | Frances Tiafoe         |
| Adrian Mannarino           | Paul Jubb [WC]             | Federico Delbonis      | James Ward [WC]        |
| Denis Shapovalov [29]      | Bernard Tomić              | Jordan Thompson        | Yūichi Sugita [Q]      |
| Thiago Monteiro [Q]        | Denis Istomin              | Albert Ramos Viñolas   | Marco Cecchinato       |
| Radu Albot                 | Tomáš Berdych [PR]         | Pablo Andújar          | Casper Ruud            |
| Aljaž Bedene               | Brayden Schnur [LL]        | Filip Krajinović       | Matthew Ebden          |
| Richard Gasquet            | Aleksandr Bublik           | Noah Rubin [Q]         | Lloyd Harris           |

### Singolare femminile
- Singolare femminile

| Campionessa                | Campionessa               | Finalista                 | Finalista                 |
| -------------------------- | ------------------------- | ------------------------- | ------------------------- |
| Simona Halep [7]           | Simona Halep [7]          | Serena Williams [11]      | Serena Williams [11]      |
| Semifinaliste              |                           |                           |                           |
| Barbora Strýcová           | Barbora Strýcová          | Elina Svitolina [8]       | Elina Svitolina [8]       |
| Eliminate ai quarti        |                           |                           |                           |
| Alison Riske               | Johanna Konta [19]        | Karolína Muchová          | Shuai Zhang               |
| Eliminate agli ottavi      |                           |                           |                           |
| Ashleigh Barty [1]         | Carla Suárez Navarro [30] | Elise Mertens [21]        | Petra Kvitová [6]         |
| Petra Martić [24]          | Karolína Plíšková [3]     | Cori Gauff [Q]            | Dajana Jastrems'ka        |
| Eliminate al 3º turno      |                           |                           |                           |
| Harriet Dart [WC]          | Belinda Bencic [13]       | Julia Görges [18]         | Lauren Davis [LL]         |
| Kiki Bertens [4]           | Qiang Wang [15]           | Sloane Stephens [9]       | Magda Linette             |
| Maria Sakkarī [31]         | Danielle Collins          | Anett Kontaveit [20]      | Hsieh Su-wei [28]         |
| Viktoryja Azaranka         | Polona Hercog             | Caroline Wozniacki [14]   | Viktorija Golubic         |
| Eliminate al 2º turno      |                           |                           |                           |
| Alison Van Uytvanck        | Beatriz Haddad Maia [Q]   | Ivana Jorović             | Kaia Kanepi               |
| Kaja Juvan [Q]             | Varvara Flink [Q]         | Pauline Parmentier        | Angelique Kerber [5]      |
| Taylor Townsend            | Laura Siegemund           | Monica Niculescu [WC]     | Tamara Zidanšek           |
| Wang Yafan                 | Kateřina Siniaková        | Amanda Anisimova [25]     | Kristina Mladenovic       |
| Margarita Gasparjan        | Marie Bouzková [LL]       | Anastasija Potapova       | Anastasija Sevastova [12] |
| Madison Brengle            | Heather Watson            | Kirsten Flipkens          | Mónica Puig               |
| Mihaela Buzărnescu         | Ajla Tomljanović          | Madison Keys [17]         | Magdaléna Rybáriková      |
| Veronika Kudermetova       | Yanina Wickmayer          | Sofia Kenin [27]          | Julija Putinceva          |
| Eliminate al 1º turno      |                           |                           |                           |
| Zheng Saisai               | Svetlana Kuznecova        | Christina McHale [LL]     | Garbiñe Muguruza [26]     |
| Donna Vekić [22]           | Lesley Kerkhove [Q]       | Stefanie Vögele           | Anastasija Pavljučenkova  |
| Giulia Gatto-Monticone [Q] | Kristýna Plíšková         | Paula Badosa Gibert [Q]   | Elena-Gabriela Ruse [Q]   |
| Samantha Stosur            | Marija Šarapova           | Kateryna Kozlova          | Tatjana Maria             |
| Mandy Minella              | Arina Rodionova [Q]       | Katie Swan [WC]           | Lesja Curenko [32]        |
| Fiona Ferro                | Andrea Petković           | Eugenie Bouchard          | Vera Lapko                |
| Timea Bacsinszky           | Tereza Martincová [Q]     | Ekaterina Aleksandrova    | Ana Bogdan [Q]            |
| Sorana Cîrstea             | Anna Kalinskaja [Q]       | Vitalija D'jačenko        | Ons Jabeur                |
| Dar'ja Gavrilova           | Anna-Lena Friedsam [PR]   | Mona Barthel              | Bernarda Pera             |
| Jennifer Brady             | Jil Teichmann             | Zarina Dijas              | Kristie Ahn [Q]           |
| Markéta Vondroušová [16]   | Aleksandra Krunić         | Caty McNally [Q]          | Shelby Rogers [PR]        |
| Jeļena Ostapenko           | Dalila Jakupovič          | Anna Karolína Schmiedlová | Zhu Lin                   |
| Aljaksandra Sasnovič       | Jessica Pegula            | Alizé Cornet              | Dar'ja Kasatkina [29]     |
| Luksika Kumkhum            | Polona Hercog             | Venus Williams            | Aryna Sabalenka [10]      |
| Sara Sorribes Tormo        | Ysaline Bonaventure [Q]   | Rebecca Peterson          | Caroline Garcia [23]      |
| Astra Sharma               | Camila Giorgi             | Iga Świątek               | Naomi Ōsaka [2]           |

## Campioni

### Seniors

#### Singolare maschile
Novak Đoković, detentore del titolo, ha sconfitto in finale  Roger Federer con il punteggio di 7–6(5), 1-6, 7–6(4), 4-6, 13-123.
- È il settantacinquesimo titolo in carriera per Đoković, terzo della stagione. È il sedicesimo titolo Slam e quinto titolo a Wimbledon.

#### Singolare femminile
Simona Halep ha sconfitto in finale  Serena Williams con il punteggio di 6-2, 6-2.
- È il diciannovesimo titolo in carriera per Halep, il primo della stagione.

#### Doppio maschile
Juan Sebastián Cabal /  Robert Farah hanno sconfitto in finale  Nicolas Mahut /  Édouard Roger-Vasselin con il punteggio di 6(5)–7, 7–6(5), 7–6(6), 6(5)–7, 6-3.

#### Doppio femminile
Hsieh Su-wei /  Barbora Strýcová hanno sconfitto in finale  Gabriela Dabrowski /  Xu Yifan con il punteggio di 6-2, 6-4.

#### Doppio misto
Ivan Dodig /  Latisha Chan hanno sconfitto in finale  Robert Lindstedt /  Jeļena Ostapenko con il punteggio di 6-2, 6-3.

### Junior

#### Singolare ragazzi
Shintaro Mochizuki ha sconfitto in finale  Carlos Gimeno Valero con il punteggio di 6-3, 6-2.

#### Singolare ragazze
Daria Snigur ha sconfitto in finale  Alexa Noel con il punteggio di 6-4, 6-4.

#### Doppio ragazzi
Jonáš Forejtek /  Jiří Lehečka hanno sconfitto in finale  Liam Draxl /  Govind Nanda con il punteggio di 7-5, 6-4.

#### Doppio ragazze
Savannah Broadus /  Abigail Forbes hanno sconfitto in finale  Kamilla Bartone /  Oksana Selechmeteva con il punteggio di 7-5, 5-7, 6-2.

### Tennisti in carrozzina

#### Singolare maschile carrozzina
Gustavo Fernández ha sconfitto in finale  Shingo Kunieda con il punteggio di 4-6, 6-3, 6-2.

#### Singolare femminile carrozzina
Aniek van Koot ha sconfitto in finale  Diede de Groot con il punteggio di 6-4, 4-6, 7-5.

#### Quad singolare
Dylan Alcott ha sconfitto in finale  Andy Lapthorne con il punteggio di 6-0, 6-2.

#### Doppio maschile carrozzina
Joachim Gérard /  Stefan Olsson hanno sconfitto in finale  Alfie Hewett /  Gordon Reid con il punteggio di 6-4, 6-2.

#### Doppio femminile carrozzina
Diede De Groot /  Aniek van Koot hanno sconfitto in finale  Marjolein Buis /  Giulia Capocci con il punteggio di 6-1, 6-1.

#### Quad doppio
Dylan Alcott /  Andy Lapthorne hanno sconfitto in finale  Kogi Sugeno /  David Wagner con il punteggio di 6-2, 7–6(4).

### Altri eventi

#### Doppio maschile per invito
Arnaud Clément /  Michaël Llodra hanno sconfitto in finale  Xavier Malisse /  Maks Mirny con il punteggio di 6–3, 1–6, [10–7].

#### Doppio maschile per invito senior
Jonas Björkman /  Todd Woodbridge hanno sconfitto in finale  Jacco Eltingh /  Paul Haarhuis con il punteggio di 4−6, 6−3, [10−6].

#### Doppio femminile per invito
Cara Black /  Martina Navrátilová hanno sconfitto in finale  Marion Bartoli /  Daniela Hantuchová con il punteggio di 6–0, 3–6, [10–8].

## Punti e montepremi

### Distribuzione dei punti
Di seguito le tabelle per ciascuna competizione, che mostrano i punti validi per il ranking per ogni evento.

#### Tornei uomini e donne
| Evento              | V    | F    | SF  | QF  | 4T  | 3T  | 2T | 1T   | Q    | Q3   | Q2   | Q1   |
| Singolare maschile  | 2000 | 1200 | 720 | 360 | 180 | 90  | 45 | 10   | 25   | 16   | 8    | 0    |
| Doppio maschile     | 2000 | 1200 | 720 | 360 | 180 | 90  | 0  | N.D. | N.D. | N.D. | N.D. | N.D. |
| Singolare femminile | 2000 | 1300 | 780 | 430 | 240 | 130 | 70 | 10   | 40   | 30   | 20   | 2    |
| Doppio femminile    | 2000 | 1300 | 780 | 430 | 240 | 130 | 10 | N.D. | N.D. | N.D. | N.D. | N.D. |

#### Carrozzina
| Evento    | V   | F   | SF  | QF   |
| Singolare | 800 | 500 | 375 | 100  |
| Doppio    | 800 | 500 | 100 | N.D. |

#### Junior
| Evento            | V    | F   | SF  | QF  | 2T  | 1T   | Q    | Q3   |
| Singolare ragazzi | 1000 | 600 | 370 | 200 | 100 | 45   | 30   | 20   |
| Singolare ragazze | 1000 | 600 | 370 | 200 | 100 | 45   | 30   | 20   |
| Doppio ragazzi    | 750  | 450 | 275 | 150 | 75  | N.D. | N.D. | N.D. |
| Doppio ragazze    | 750  | 450 | 275 | 150 | 75  | N.D. | N.D. | N.D. |

### Montepremi
Il montepremi complessivo per il 2019 è di 38.000.000 £.
| Evento                  | V          | F          | SF       | QF       | 4T       | 3T       | 2T      | 1T      | Q3      | Q2     | Q1     |
| Singolare               | £2,250,000 | £1,125,000 | £562,000 | £281,000 | £163,000 | £100,000 | £63,000 | £39,000 | £19,500 | £9,750 | £4,875 |
| Doppio*                 | £450,000   | £225,000   | £112,000 | £56,000  | £29,000  | £17,750  | £11,500 | N.D.    | N.D.    | N.D.   | N.D.   |
| Doppio misto*           | £110,000   | £55,000    | £27,500  | £13,750  | £6,500   | £3,250   | £1,625  | N.D.    | N.D.    | N.D.   | N.D.   |
| Singolare in carrozzina | £40,000    | £20,000    | £13,000  | £8,500   | N.D.     | N.D.     | N.D.    | N.D.    | N.D.    | N.D.   | N.D.   |
| Doppio in carrozzina*   | £14,000    | £7,000     | £4,500   | N.D.     | N.D.     | N.D.     | N.D.    | N.D.    | N.D.    | N.D.   | N.D.   |
| Doppio per invito       | £26,000    | £22,000    | £19,000  | N.D.     | N.D.     | N.D.     | N.D.    | N.D.    | N.D.    | N.D.   | N.D.   |

* per team